# The Late Late Show with Craig Ferguson
Pour les articles homonymes, voir The Late Late Show.
The Late Late Show with Craig Ferguson est une ancienne émission de télévision américaine, de type late-night show, diffusée de 2005 à 2014 sur le réseau CBS. Elle est animée par l'humoriste américain d'origine écossaise Craig Ferguson. Elle est diffusée quotidiennement, du lundi au vendredi, après le Late Show de David Letterman qui produit l'émission via sa société Worldwide Pants.
Contrairement au Late Show de David Letterman qui se déroule à New York, Le Late Late Show de Craig Ferguson est enregistré des studios CBS de Los Angeles. Le format de l'émission est similaire aux late-night shows américains diffusés à ces heures : il comporte une première partie durant laquelle l'humoriste, seul, fait un monologue comique de type stand-up devant la caméra, et une seconde partie de type talk show durant laquelle une ou plusieurs célébrités sont invitées. Le Late Late Show comporte cependant des particularités : il ne comporte, contrairement à ce type d'émission, ni orchestre et ni voix off, et le monologue de son animateur est bien plus long que les autres émissions de ce type.
L'émission est en concurrence directe avec Late Night with Jimmy Fallon, diffusée à la même heure sur le réseau NBC.